# Daisy d'Errata
Pour les articles homonymes, voir Tellenne.
Anne-Laure Tellenne (née Anne-Laure Chaptel), dite Daisy d'Errata (pseudonyme datant de sa participation au groupe Les Jalons au début des années 1980), est une réalisatrice, comédienne et animatrice de télévision française, née le 22 juillet 1962 dans le 14e arrondissement de Paris.

## Biographie
Anne-Laure Tellenne a notamment participé au Vrai Journal de Karl Zéro, son époux rencontré au lycée en 1979, avec qui elle a eu trois enfants, dont Anaïs Tellenne, Gabin et Vincent, et de nombreuses productions communes.
En 1981, elle rejoint Radio Nova où elle crée et anime avec Karl Zéro plusieurs émissions parodiques, et réalise des campagnes de publicités pour Actuel jusqu'en 1985.

### Télévision
En 1986, elle est rédactrice en chef de Canaille Plus (émission pour enfants).
En 1989, Daisy signe Vite !, une rubrique décalée et satirique sur l'actualité dans l'hebdo de Philippe Dana sur M6.
Du 3 janvier 1994 à 1996, elle est la muse[non neutre] du Zérorama, dans Nulle part ailleurs, « les actualités parlantes en télévision au service du réarmement moral voulu par Monsieur Balladur », au côté de Karl Zéro, Albert Algoud, José Garcia…
De 1996 à 2006, elle est un des piliers[non neutre] du Vrai Journal de Canal+ : d'abord en tant que « speakerine de mon mari », puis comme comédienne dans plusieurs séries de sketches (L'Ascenseur social, Bush-rie Rama, Le Choizing). Parallèlement, elle y présente le Courrier citoyen, rubrique engagée qui dénonce les dysfonctionnements de notre société[Laquelle ?].

### Web
En 2007, elle crée et produit, pour AOL, le Club du net, émission politique de Karl Zéro dédiée à la Présidentielle. Les « instants volés » par sa caméra fouineuse feront la joie des internautes, comme lorsqu'elle piège Noël Mamère.

### Documentaires
En 2008, elle coréalise, avec Karl Zéro, Starko ! La Saison 1, qui relate, grâce à la voix de l’imitateur Michel Guidoni, la vie du président lors de la première année de son mandat. Ils optent pour un mode de distribution innovant : internet, VoD, diffusion avec le magazine VSD, puis vente directe sur le net sur Starko.fr. Dans sa version anglaise, Sarko est interprété par Lambert Wilson.
En janvier 2010, sortie sur Arte d'En la piel de Fidel (Dans la peau de Fidel Castro), une autobiographie non autorisée, coréalisée avec Karl Zéro, de Fidel Castro, dont l'imitation a été confiée à Eddy Calderon, célèbre imitateur de la diaspora cubaine de Miami. En français, c'est Pierre Arditi qui campe le « Leader Maximo ».
Leur film suivant, Being Michael Jackson, long métrage en langue anglaise (en coproduction avec Tarak Ben Ammar), est actuellement[Quand ?] bloqué pour des problèmes de droits.
En 2012, elle coréalise, pour la chaîne Arte, Dans la peau de Vladimir Poutine, autobiographie satirique du Président russe. Le film a été diffusé sur Arte le 28 février 2012, juste avant l'élection présidentielle russe de 2012.
En décembre 2012, elle cosigne, pour la chaîne 13e rue, Moi, Luka Magnotta, un docufiction thriller dans lequel le « dépeceur de Montréal » se confesse à la première personne.
À partir de 2014, elle conçoit avec Karl Zéro une collection documentaire pour Arte, intitulée L'Ombre au tableau (Dark Side of the Stars), dont les premiers sont consacrés à Walt Disney et à Charles Trenet.

### Festival international du film culte de Trouville-sur-Mer
Du 16 au 19 juin 2016, Karl Zéro et Daisy d'Errata lancent la première édition du « Festival international du film culte ». Situé à Trouville-sur-Mer, ce festival permet au public de voter via son site web pour son film culte fétiche dans la catégorie Rétrospective.
Grâce à un jury haut en couleur (Jean-Pierre Marielle, Joey Starr, Arielle Dombasle, Laurent Baffie, Olivier Van Hoofstadt) et à une atmosphère bon enfant, la première édition du Festival a non seulement séduit la critique en couronnant Willy 1er « Film Culte 2016 »  et Apnée « Meilleure réalisation culte 2016 », mais aussi le public, venu très nombreux. Une seconde édition s'est tenue du 22 au 25 juin 2017.

## Filmographie

### Réalisation (documentaires, séries, courts, films)
- 2003 : Hifi Calypso (documentaire sur l'enregistrement de l'album de Karl Zéro and The Wailers)
- 2008 : Starko ! La Saison 1
- 2010 : Dans la peau de Fidel Castro
- 2012 : Dans la peau de Vladimir Poutine
- 2013 : Dans la peau de Luka Magnotta
- 2014 : Dans la peau de Kim Jong-un
- 2018: Kadyrov, Ubu dictateur de Tchétchénie

### Interprétation
- 1993 : « Le Tronc »
- 1994–1996 : Zérorama
- 1996–2006 : Le Vrai Journal

## Musique
- 2000 : Songs for Cabriolets (y otros tipos de vehículos)
- 2001 : Inouïs (Single)
- 2004 : Hifi Calypso